# 6-й пограничный отряд войск НКВД
6-й пограничный отряд войск НКВД - соединение пограничных войск НКВД СССР, принимавшее участие в Великой Отечественной войне.

## История
На 22 июня 1941 года отряд, насчитывая 1171 человек личного состава, находился на обороне границы на участке: побережье Финского залива от деревни Бал-Куземкино Ленинградской области до местечка Нинамао, западнее Таллина.
В состав отряда входили 1-я пограничная комендатура и 1-я резервная пограничная застава в составе 1-й - 5-й пограничных застав, 2-я пограничная комендатура и 2-я резервная пограничная застава в составе 6-й - 10-й пограничных застав, 3-я пограничная комендатура и 3-я резервная пограничная застава в составе 11-й - 15-й пограничных застав, 4-я пограничная комендатура и 4-я резервная пограничная застава в составе 16-й - 20-й пограничных застав, 5-я пограничная комендатура и 5-я резервная пограничная застава в составе 21-й пограничной заставы. Входил в состав Прибалтийского пограничного округа.
Штаб отряда находился в Раквере.
В составе действующей армии с начала июля 1941 по 5 сентября 1941 года.
1 июля 1941 года передан в состав войск НКВД по охране тыла Северного фронта. С первых чисел июля 1941 года части отряда вели борьбу с бандами националистов, которые действовали на территории Эстонии, в частности на станции Вайвара в 47 километрах западнее Кингисеппа, в районе Райдамаа, Пада. Кроме того, отряд вёл наблюдение за обстановкой на Финском заливе, вёл поиски вражеских разведывательных десантов
4-я и 5-я (возможно и 3-я) пограничные комендатуры в начале августа 1941 года вошла в состав 22-й мотострелковой дивизии войск НКВД, обороняют мызу Лозели (Эстония) с 6 августа 1941 года. Очевидно, что оставшаяся часть отряда с середины августа 1941 года отходила к Ленинграду по побережью залива.
5 сентября 1941 года пограничный отряд передан на формирование 6-го стрелкового полка, вошедшего в состав 21-й стрелковой дивизии войск НКВД

## Командиры
- полковник Булыга, Андрей Евстафьевич